# Haploperla parkeri
Haploperla parkeri is een steenvlieg uit de familie groene steenvliegen (Chloroperlidae). De wetenschappelijke naam van de soort is voor het eerst geldig gepubliceerd in 2005 door Kirchner & Kondratieff.